# Жуково (Дмитровский городской округ)
Жуково — деревня в Дмитровском районе Московской области, в составе городского поселения Яхрома. Население — 19 человек (2010). До 2006 года Жуково входило в состав Подъячевского сельского округа.

## Расположение
Деревня расположена на юго-западе центральной части района, примерно в 5 км на юго-запад от города Яхромы, на безымянном левом притоке Яхромы, высота центра над уровнем моря 222 м. Ближайшие населённые пункты — Ольгово на западе и Мышенки на юго-западе.

## Население
| 2002 | 2006 | 2010 |
| ---- | ---- | ---- |
| 11   | →11  | ↗19  |